# 伊朗宪兵
伊朗宪兵，也称为政府宪兵（波斯語：‎，羅馬化：Žāndārmirī-ye Daulatī）是伊朗第一支国家宪兵部队以及现代高速公路巡逻队。作为一支准军事力量，从 1910 年卡扎尔王朝时期成立到 1921 年巴列维王朝建立，它在政治中也发挥着重要作用。它一直服役到巴列维时代末期，并现代化为伊朗王国宪兵。 该部队最初雇用瑞典军官指挥伊朗人员，履行传统的警察职责，并对伊朗农村地区的部落进行军事行动。  1991年，伊朗宪兵队与其他警察部队合并，组成伊朗伊斯兰共和国执法部队。

## 历史
在整个十九世纪，军事现代化一直是伊朗改革者关注的焦点，卡扎尔时期的历史上充满了按照欧洲模式建立常备军的尝试。为了发展足够的军事力量来抵御外敌，波斯人选择瑞典来承担保护其贸易路线和统一国家的任务 。波斯人选择瑞典警察部队作为英国和俄罗斯之间的中立选择。由于欧洲国家运营伊朗的大部分公共服务，许多伊朗人认为他们的统治者受制于外国利益。 
由于19世纪末期伊朗崇高国政府缺乏改革，伊朗军队和警察的现代化程度不够。 美国财政部长威廉·摩根·舒斯特提议建立财政部宪兵队。 1911 年 7 月 6 日，议会（Majlis）通过了该提案，同时成立了政府宪兵队。 1911 年 8 月 15 日，瑞典少校哈拉尔·哈尔马森 (Harald Hjalmarson)被授予将军军衔，并指挥波斯宪兵队。许多其他军官（通常是从瑞典贵族中招募的）也会追随哈尔马森的脚步。
在第一次世界大战的波斯战役中，瑞典宪兵军官像大多数伊朗知识分子和立宪主义者一样同情德国，帮助了同盟国。 1915 年秋天，他们在受德国训练的省长迈赫迪-库利·莫赫贝尔·奥尔·萨尔塔内赫·赫达亚特(Mehdi-Qoli Mokhber'ol Saltaneh Hedayat)的纵容下一度夺取了设拉子的控制权。  1921年政变后，陆军部长礼萨·汗（Reza Khan）合并了伊朗当时存在的两支生力军，即哥萨克师和宪兵队；创建现代伊朗国家军队。成立农村警察amnieh， 警察也进行了改组，并由伊朗军官管辖。 
瑞典宪兵队的解散将极大削弱卡扎尔王朝的君主制，而波斯哥萨克旅是仅存的军队，极大地促进了礼萨沙1921年的政变。亚尔马森将返回瑞典并指挥瑞典志愿旅，在芬兰内战中为白军服役。另一位军官埃里克·卡尔贝里后来成为瑞典驻伊朗大使，也是穆罕默德·摩萨台的心腹。

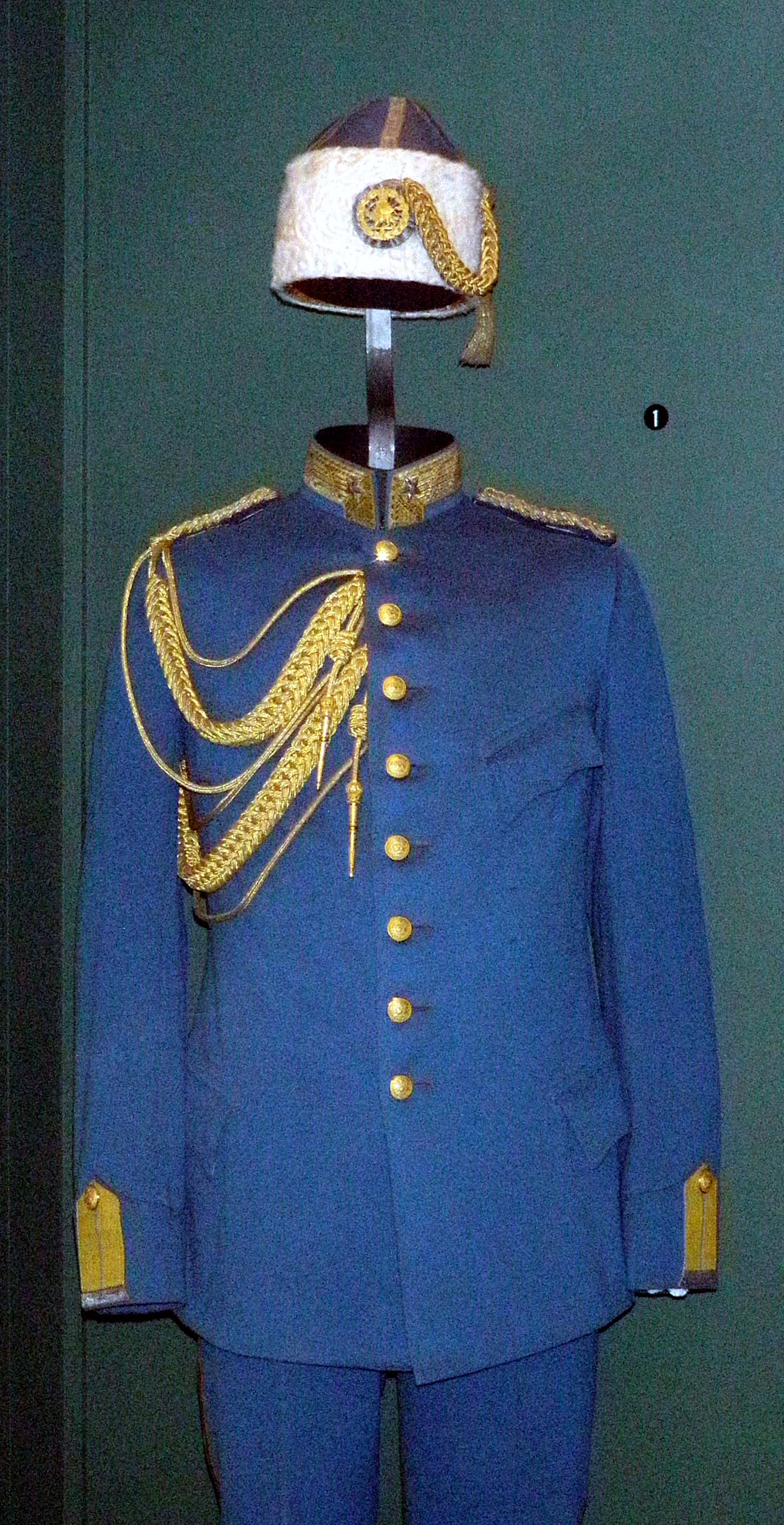
瑞典陆军博物馆展出哈拉尔·哈尔马森将军的制服

### 革命后
1979 年国王被推翻后，伊朗宪兵仍然存在，但头衔、徽章和高级军官受到指控。 1992 年，它与城市警察（波斯语： ‎、Šahrbānī）和伊斯兰革命委员会（‎，Komīte）整合为单一的国家执法力量。

### 组织
宪兵的目的是保卫边境和内地。它由多个营组成，每个营有4到6个连。出于纪律和行政目的，该军团受到驻扎地区的师指挥官的监督。对于警察行政管理工作，它属于地方民政当局的管辖。这支部队配备了各种品牌的老式步枪以及一些苏联、法国和英国的卡宾枪，但现代化的并不多。共下辖7个独立混成团和15个混成营，组成一个军。 

#### 指挥官
| 姓名                         | 时期                        |
| ---------------------------- | --------------------------- |
| 哈拉尔德·亚尔马森将军        | 1911 年 8 月 – 1915 年 2 月 |
| 佩尔·尼斯特罗姆上校          | 1915 年 3 月 – 1916 年底    |
| 塔吉·弗雷德里克·格勒鲁普上校 | 1918 年 8 月 – 1921 年底    |

#### 著名官员
- 1915 年，最后一位因战场英勇而被授予瑞典勋章“ För tapperhet i fält ”的宪兵军官。[來源請求]</link>[需要引用]
- 埃里克·卡尔贝里
- 马丁·埃克斯特罗姆
- 卡尔·彼得森
- 穆罕默德·塔基·佩西安上校
- 哈桑·阿尔法
- 阿布卡塞姆·拉胡提
- 马哈茂德·汗·普拉丁

#### 宪兵站
总部
- 德黑兰

支部
- 设拉子
- 克尔曼
- 加兹温
- 伊斯法罕
- 博鲁杰德